# 易学
易学是关于《易经》和事物变易的学问。

## 易学
易学基本有以下要素：
1. 易理：阴阳消长，互补转化。可分为：
  - “变易”：事物都是运动变化的；
  - “易简”：执简驭繁，多样性中求统一；
  - “不易”：多样变化之中守常制恒的规律。
2. 易象：是易理的符号化，由--阴爻，—阳爻按天、地、人的关系组成乾、坤、震、巽、坎、离、艮、兑八卦，象征天、地、雷、风、水、火、山、泽。后来，观察到的事物越来越广泛，卦与卦的关系也需探讨，进而出现重卦，即六十四卦。
3. 易数：类似于数学。

从古到今，易学的主要载体《易经》也是不断发展变化的，从《连山》、《归藏》、《元包》到《帛书周易》，再到《周易》，各不相同。

## 易學流傳

### 西漢
西漢時，易學主要分為四派
1. 第一派為主流三派（施氏學、孟氏學、梁丘氏學），傳承如下：
  - 孔子傳魯商瞿（字子木），再傳魯橋庇（字：子庸），再傳江東馯臂（字：子弓），再傳燕周醜（字：子家），再傳東武孫虞（字：子乘），再傳齊田何（字：子裝）。田何傳東武王同（字：子中）、雒陽周王孫、丁寬、齊服生和梁項生。
    1. 王同傳淄川楊何（字叔元）。
    2. 丁寬本為梁項生徒，後再直接師從田何，並學於周王孫。後來，丁寬傳田王孫，田王孫再傳施讎、孟喜、梁丘賀。
      1. 施氏學：施讎傳張禹、琅邪魯伯。
        - 施家張學、施家彭學：張禹傳淮陽彭宣、沛戴崇（字：子平）。
        - 琅邪魯伯傳太山毛莫如（字：少路）、琅邪邴丹（字：曼容）。

      2. 孟氏學：有說孟喜傳趙賓、焦延壽，但皆不知真假。
      3. 梁丘氏學：梁丘賀除了師從田王孫外，還師從京房。
2. 第二派為京氏學，傳承如下：
  - 隱士（一說孟喜）傳焦延壽，再傳京房，京房傳東海殷嘉、河東姚平、河南乘弘。
3. 第三派為高氏學，傳承如下：
  - 高相自言學於丁寬，傳子康及蘭陵毋將永。
4. 第四派為費氏學，傳承如下：
  - 費直（長於卦筮，亡章句，徒以彖象系辭十篇文言解說上下經）傳琅邪王璜（字：平中；又傳古文尚書）。
5. 第五派為韓氏學，傳承如下：
  - 燕韓嬰後有（不一定是直接傳承，可能是累傳）涿郡韓生，再傳蓋寬饒（本師從孟喜）。

- 高氏學和費氏學皆無學官。[1]